# Motif窗口管理器
在计算中，Motif窗口管理器（MWM）是基于Motif工具箱的X窗口管理器。

## 概述
MWM是个轻量级窗口管理器，有着健壮的合规性和对其拥有特征的配置。MWM与Motif工具箱一起，最初出现在1990年代早期。MWM支持：通用用户界面（比如Alt-Tab是切换窗口，一个标准），一些国际化支持，通用桌面环境，X资源数据库（/home/app-defaults/和运行时间），X任务管理协议，X编辑资源协议（编辑部件数据），桌面图标，可选的使用图像来装饰，且曾经支持虚拟桌面（自从2.1后移除了）而现在支持非虚拟桌面panning。MWM是窗口管理器，不是完全的桌面环境，所以它只管理窗口；它预期配置、程序、声音都由其他程序来提供。分析一个纯文本文件来同样的定制菜单、用户输入映射、管理特征和用户自制功能。

## 起源
Motif和MWM由开放软件基金会创建（Motif有时甚至叫作“OSF/Motif”）而如今归The Open Group所有。

## 许可
最初时，MWM和Motif只能购买得到。相同的软件也可以获取为OpenMotif，尽管不是真正的开源或自由软件条款。在2012年后期，Motif和MWM在LGPL下作为自由软件发行。

## 引用
1. ↑  .   [2020-12-09]. （原始内容存档于2020-11-12）.